# Bicicletas Strongman-Relojes G Force
El Bicicletas Strongman-Relojes G Force (Código UCI: CBS) es un equipo ciclista colombiano de categoría amateur.

## Historia
El equipo se inició en el 2015 como un proyecto de ciclismo amateur con ciclistas sub-23 con el objetivo de apoyar el ciclismo joven de Cundinamarca y participar en diferentes carreras a nivel nacional.

### Disolución
El equipo desaparece en la temporada 2019 bajo la fusión de tres equipos colombianos que tenían patrocinio de la antigua entidad gubernamental Coldeportes, ellos eran Coldeportes Zenú, Coldeportes Bicicletas Strongman y GW Shimano (este último no era patrocinado por Coldeportes); para consolidar un nuevo equipo de categoría Continental llamado Colombia Tierra de Atletas-GW Bicicletas en un proyecto para cimentar a Colombia como un semillero de ciclistas y la formación integral del atletas en las categorías femenina, prejuvenil, juvenil, sub-23 y élite; con el objetivo de participar en diferentes carreras a nivel nacional e internacional.

### Reaparición
Para la temporada 2021 el equipo reaparece nuevamente en la categoría amateur participando en las principales competencias del calendario nacional colombiano.

## Material ciclista
El equipo utilizó bicicletas de la marca Wilier, componentes Campagnolo, cascos Kask, sillines Astute y zapatillas "Sidi".

## Clasificaciones UCI
Las clasificaciones del equipo y de su ciclista más destacado son las siguientes:

### UCI America Tour
| Temporada                 | Clasificación por equipos | Mejor corredor   | Posición |
| UCI America Tour 20192016 | 1.º                       | Jonathan Caicedo | 12.º     |
| 2017                      | 23.º                      | Aristóbulo Cala  | 76.º     |
| 2018                      | 22.º                      | Óscar Quiroz     | 57.º     |
| 2019                      | 9.º                       | Óscar Quiroz     | 50.º     |

### UCI Europe Tour
| Temporada | Clasificación por equipos | Mejor corredor     | Posición |
| 2018      | 112.º                     | Jonathan Cañaveral | 829.º    |

## Palmarés
Para años anteriores véase: Palmarés del Bicicletas Strongman-Relojes G Force.

### Palmarés 2021

#### Circuitos Continentales UCI
| Fechas | Circuito | Carreras | Ganador |

#### Campeonatos nacionales
| Fechas | Carreras | Ganador |

## Plantillas
Para años anteriores, véase Plantillas del Bicicletas Strongman-Relojes G Force

### Plantilla 2021
| Integrantes del equipo 2021 | Integrantes del equipo 2021 | Integrantes del equipo 2021          | Integrantes del equipo 2021 |
| Corredor                    | Fecha de nacimiento         | Equipo previo                        |                             |
| --------------------------- | --------------------------- | ------------------------------------ | --------------------------- |
| Rubén Acosta                | 20 de agosto de 1996        | Equipo Continental Supergiros (2020) |                             |
| Frank Sebastián Flórez      | 14 de abril de 2000         |                                      |                             |
| Elkin Steven Malaver        | 1 de enero de 2000          |                                      |                             |
| Cristian Rico               | 1 de enero de 2000          | Talentos Colombia (2020)             |                             |
| Jhonny Semir Millán         | 17 de julio de 2001         |                                      |                             |
| Julián Osorio Henao         | 27 de febrero de 2002       |                                      |                             |
| Andrés Mancipe              | 10 de julio de 2002         |                                      |                             |
|                             |                             |                                      |                             |
| Fuente: ProCyclingStats     |                             |                                      |                             |